# Clementine (film 2019)
Clementine è un film del 2019 diretto da Lara Gallagher.

## Trama
Karen (Marrero) sconvolta dalla fine della sua ultima relazione, si rifugia nella casa sul lago del suo ex e incontra Lana (Sweeney), una giovane ragazza con la quale esplora ed intraprende una nuova e complicata relazione.

## Distribuzione
Il film è stato presentato in anteprima mondiale al Tribeca Film Festival il 27 aprile 2019. Poco dopo, Oscilloscope ha acquisito i diritti di distribuzione del film negli Stati Uniti, uscendo nelle sale statunitensi per l'8 maggio 2020.